# Christoph Grienberger
Christoph (Christophorus) Grienberger, znany również jako Gruemberger, Bamberga, Bamberger, Banbergiera, Gamberger, Ghambergier, Granberger, Panberger (ur. 2 lipca 1561 w Hall in Tirol, zm. 11 marca 1636 w Rzymie) – austriacki astronom i jezuita.
W 1580 roku wstąpił do zakonu jezuitów. Studiował w Pradze oraz Wiedniu. Był asystentem, a potem zastąpił Christopha Claviusa na stanowisku profesora matematyki Kolegium Rzymskiego. Wykładał także astronomię, by przygotować jezuitów do pracy misyjnej w Chinach, skonstruował teleskop o montażu równikowym. Stworzył listę gwiazd stałych, prowadził też badania z dziedziny optyki. Sympatyzował z teorią ruchu Galileusza, jednak generał jezuitów, Claudio Acquaviva, nakazał mu bronić arystotelesowskiego punktu widzenia.